# I Belong to You
I Belong to You är en sång med Toni Braxton från hennes självbetitlade debutalbum; Toni Braxton. Låten skrevs av Vassal Benford och Ronald Spearman samt producerades av Benford och släpptes som skivans femte och sista singel tillsammans med B-sidan "How Many Ways". Ingen musikvideo spelades in till singeln men låten gav Braxton en Grammy Award nominering för Bästa kvinnliga R&B-sång presterande.

## Format och innehållsförteckningar
U.S. double A-side CD single with "How Many Ways"
1. "I Belong to You" (Rollerskate Radio Mix) – 4:21
2. "I Belong to You" (Soulpower Mix W/O Rap) – 5:41
3. "I Belong to You" (Album Version) – 3:53
4. "How Many Ways" (R. Kelly Remix Extended - No Talk) – 5:46
5. "How Many Ways" (Album Version) – 4:45
6. "How Many Ways" (The VH1 Mix) – 4:17

U.S. promo CD single
1. "I Belong to You" (Rollerskate Radio Mix) – 4:21
2. "I Belong to You" (Soulpower Mix W/O Rap) – 5:41
3. "I Belong to You" (Album Version) – 3:53
4. "The Christmas Song" – 3:25

## Listor
| Lista (1995)                           | Topp position |
| -------------------------------------- | ------------- |
| U.S. Billboard Hot 100                 | 28            |
| U.S. Billboard Hot R&B/Hip-Hop Songs   | 6             |
| U.S. Billboard Hot Dance Singles Sales | 8             |